# Ryoga Ishio
Ryoga Ishio (石尾 崚雅 Ishio Ryoga?, Osaka, 18 de mayo de 2000) es un futbolista japonés que juega como defensa en el Ehime FC.

## Trayectoria

### Clubes
| Club                | País  | Año       |
| ------------------- | ----- | --------- |
| Cerezo Osaka sub-23 | Japón | 2018      |
| Zweigen Kanazawa    | Japón | 2019-2021 |
| Tokushima Vortis    | Japón | 2022-2024 |
| Ehime FC            | Japón | 2025-     |